# Skočice
Obec Skočice se nalézá v okrese Strakonice v Jihočeském kraji, zhruba 8 km severozápadně od Vodňan a 15 km jihovýchodně od Strakonic. Prochází jí silnice I/22, spojující uvedená města. Žije zde 237 obyvatel.

## Přírodní poměry
Jižně od obce se nachází přírodní rezervace Skočický hrad, rozkládající se kolem 666 metrů vysokého vrcholu Hrad.

## Části obce
- Skočice
- Lidmovice

V letech 1850–1889 a od 26. listopadu 1971 do 23. listopadu 1990 k obci patřily i Krašlovice (Krašlovice se, již bez Lidmovic, opět osamostatnily k 24. listopadu 1990) a v letech 1850–1899 a od 26. listopadu 1971 do 23. listopadu 1990 také Vitice.

## Historie
První písemná zmínka o obci pochází z roku 1399. Původ názvu obce se odvozuje od Skoka (ves lidí Skokových).

## Pamětihodnosti
- Poutní kostel Navštívení Panny Marie – raně barokní centrální stavba na půdorysu osmiúhelníku, vysvěcená roku 1678. Dala ji vystavět Polyxena Lidmila ze Šternberka, rozená Žďárská ze Žďáru († 1691), pro poutní obraz Panny Marie Pomocné (kopii obrazu pasovského). Obraz byl již od roku 1666 v kapli skočické tvrze, kam byl přenesen ze zámecké kaple v Nalžovech na Klatovsku. Polyxeně jej daroval její první manžel Václav Ferdinand Švihovský z Riesenberka. Nad vchodem kostela jsou erby zakladatelů: Polyxeny Lidmily a jejího druhého manžela Ignáce Karla ze Šternberka. Obraz je umístěn na hlavním oltáři, nad vchodem do kostela je v kartuši vymalovaná jeho kopie. Když roku 1700 panství koupil kníže Ferdinand ze Schwarzenbergu, převzal nad kostelem patronát, dal jej vybavit dalšími oltáři a vystavět vnější osmiboký ambit; původní projekt se čtyřmi kaplemi a čtyřmi vchody navrhl architekt Pavel Ignác Bayer, ale realizovány byly jen dvě kaple, z nichž jedna stojí (s oltářem sv. Jana Nepomuckého), svatolinhartská byla při rozšiřování hřbitova zbourána. V polovině 18. století byly pořízeny varhany a kazatelna, a vysazeny dvě lipové aleje: ke skočickému zámečku a k Drahonicím. Křížová cesta byly namalována podle předloh Josefa Führicha a stejně jako Boží hrob pocházejí z poloviny 19. století. Kostelík byl několikrát opravován, naposledy v letech 2000–2002. Až do roku 1947 se zde ve svátek Navštívení Panny Marie 2. července konaly poutě, po roce 1989 byly obnoveny. Kostel je spravován z Vodňan.[6]
- Fara – barokní stavba z 80. let 18. století, původně v přízemí bydleli špitálníci a v patře kněz.
- Statek
- Hradiště Hrad ze starší doby bronzové a halštatské
- Mohylové pohřebiště, jihozápadně od vesnice mezi Růžovým vrchem a Kostelním lesem

## Zajímavost
Obec je zmíněna v románu Osudy dobrého vojáka Švejka za světové války: „Na to se mu, hochu, teď každej vykašle,“ rozdrážděně promluvil ovčák, „máš bejt při tom, když se sejdou sousedi dole ve Skočicích. Každej tam má někoho, a to bys viděl, jak ti mluvějí. Po tejhle válce že prej bude svoboda, nebude ani panskejch dvorů, ani císařů a knížecí statky že se vodeberou. Už taky kvůli takovej jednej řeči vodvedli četníci nějakýho Kořínka, že prej jako pobuřuje. Jó, dneska mají právo četníci.“

## Galerie

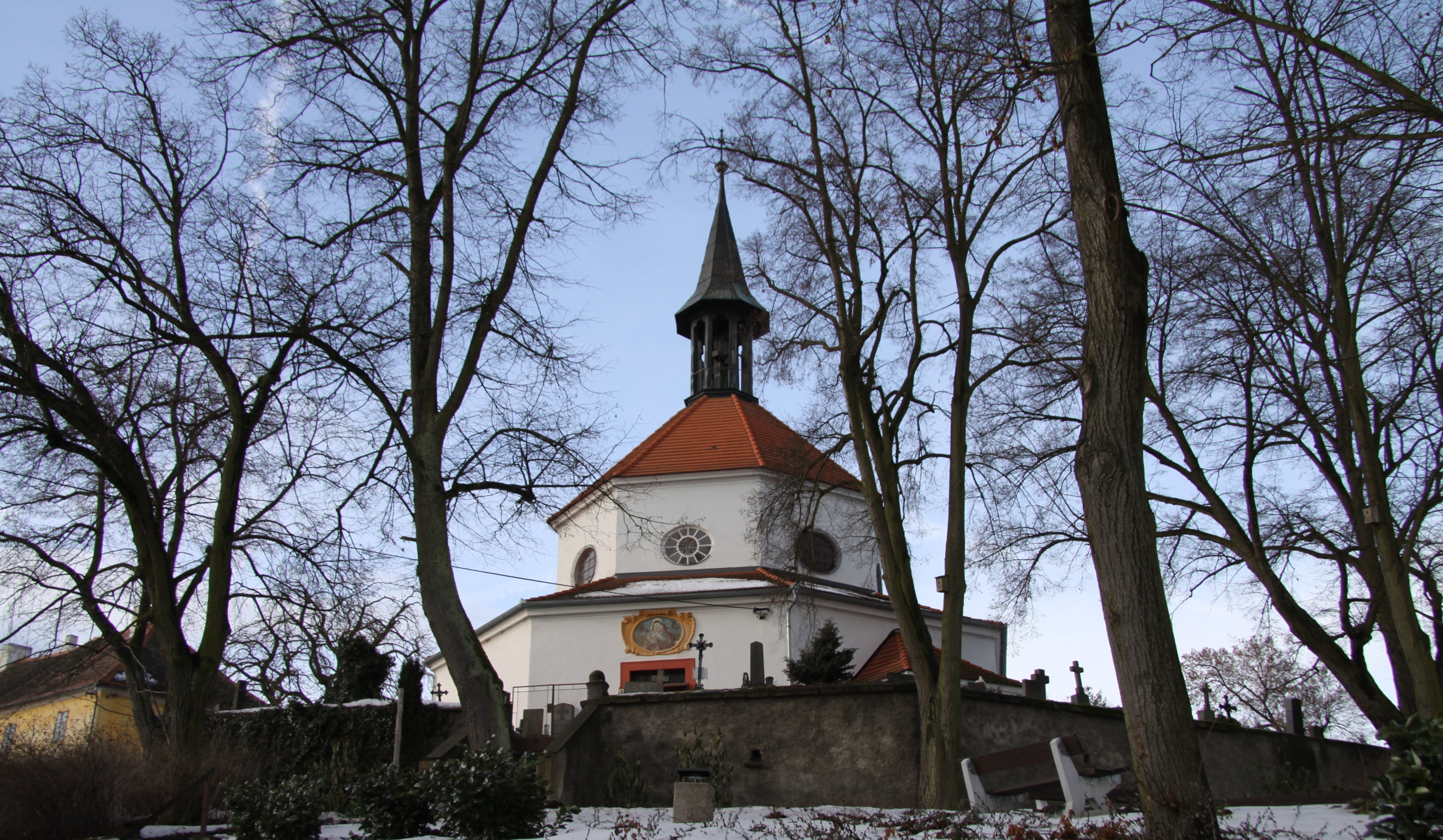
Kostel Navštívení Panny Marie
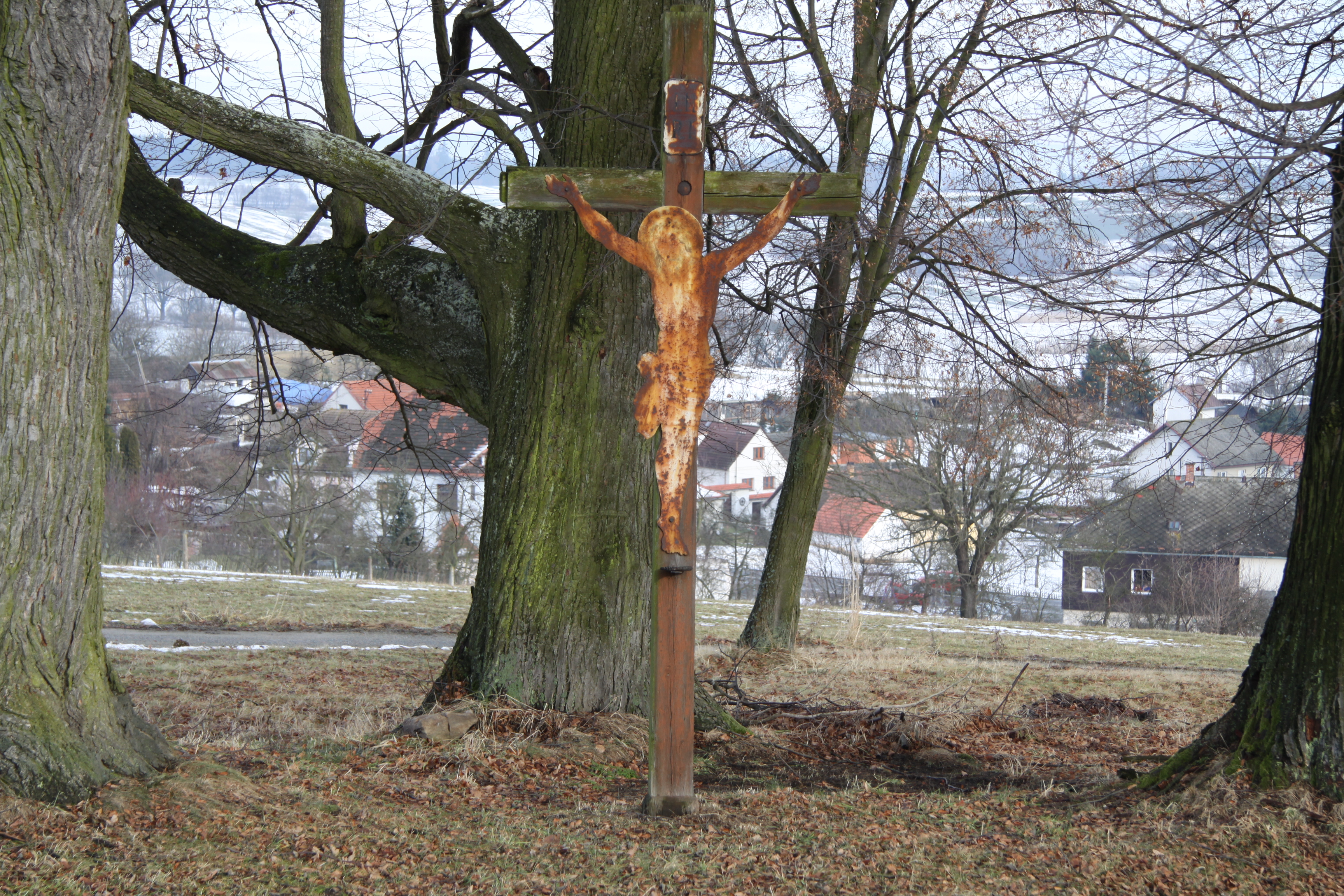
Kříž Krista na kopci nad obcí
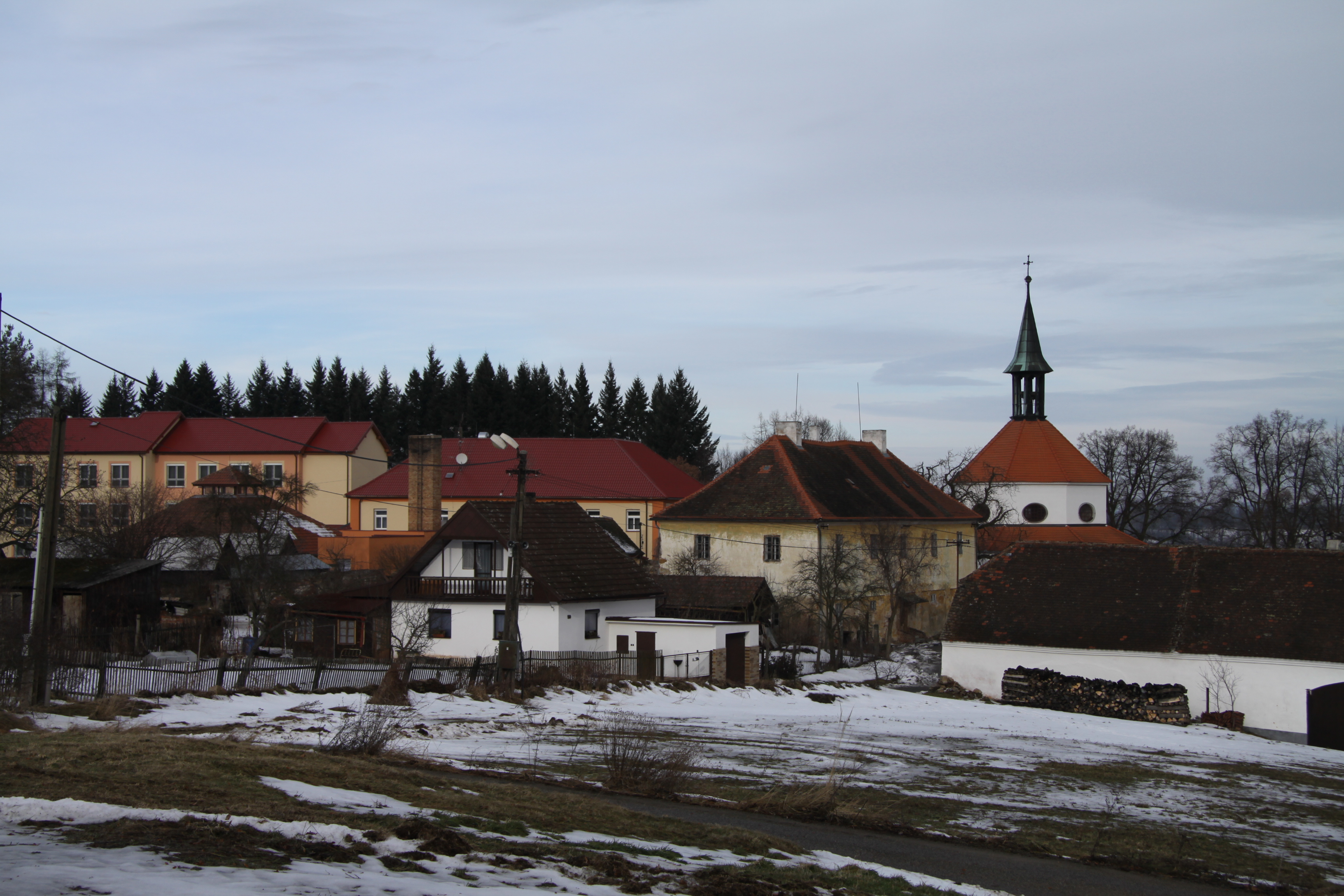
Pohled na kostel a faru z kopce
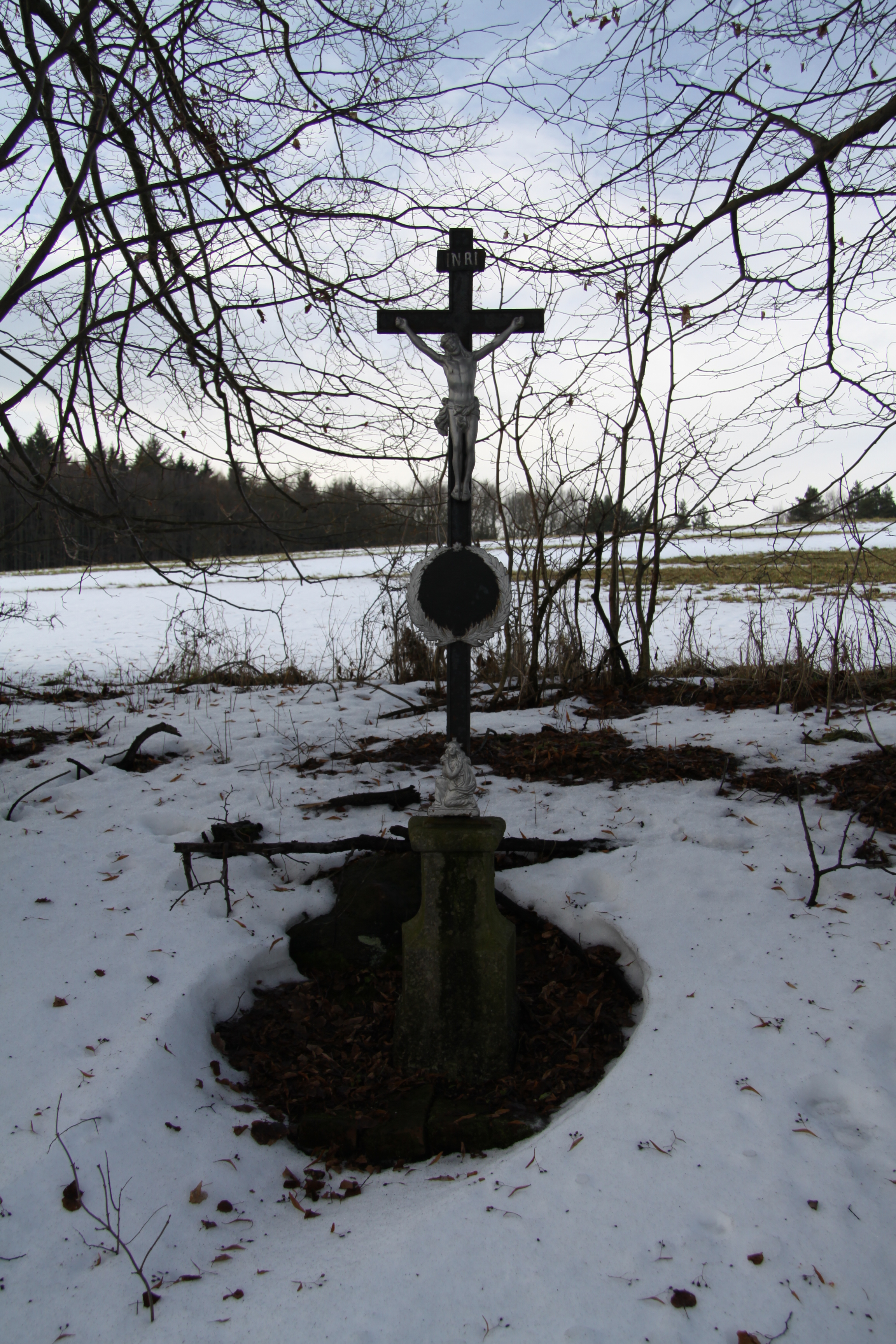
Křížek u polní cesty